# 2020 en droit
Cet article présente les faits marquants de l'année 2020 en droit.

## Naissances et décès
- Naissances

- Décès
  - 11 janvier : Jean-René Farthouat, avocat français, bâtonnier de l'ordre des avocats de Paris en 1994-1995, né en 1934, mort à 85 ans.
  - 4 février : Peter Hogg, avocat, écrivain, constitutionnaliste et expert juridique canadien, né en 1939, mort à 80 ans.

## Événements par mois

### Avril
- 22 avril :
  - le Liban légalise le cannabis médical, devenant le premier pays arabe à prendre cette décision[1] ;
  - au Soudan, le Conseil de souveraineté et le Conseil des ministres (les autorités de transition depuis la Révolution soudanaise) inscrivent les mutilations génitales féminines comme crime passible de 3 ans de prison dans le code pénal[2] ; ces lois sont validées par le Conseil souverain soudanais et entrent en application le 10 juillet[3].
- 24 avril : en Arabie saoudite, la Cour suprême (en) abolit les peines de flagellation, et remplace celles déjà prononcées par des peines d'amende ou de prison[4].
- 26 avril : la peine de mort pour les mineurs est abolie par décret royal en Arabie saoudite et remplacée par des peines de détention en centre pour mineurs de maximum 10 ans[5]; au moins 6 hommes qui avaient été condamnés à mort pour avoir participé à une manifestation anti-gouvernementale alors qu'ils étaient mineurs devraient être épargnés grâce à cette mesure[5].
- 30 avril : au Tchad, l'Assemblée nationale vote l'abolition de la peine de mort à une large majorité[6] ; les 4 derniers détenus du pays condamnés à mort en attente de leur peine ne seront pas exécutés[6].

### Mai
- 7 mai : le Bundestag vote l'interdiction des thérapies de conversion des homosexuels en Allemagne[7].
- 15 mai :
  - en Albanie, l'Ordre des psychologues, dont les décisions sont définitives et valides juridiquement, interdit les thérapies de conversion des homosexuels, quelques jours après que le Parlement allemand ait pris la même décision[7] ;
  - à Singapour, le trafiquant d'héroïne malaisien Punithan Genasan est condamné à mort à cause de son trafic, après un procès qui s'est déroulé par visioconférence sur Zoom à cause de la pandémie de covid-19, il s'agit de la première fois qu'une condamnation à mort judiciaire est rendue par visioconférence[8].
- 18-19 mai : aux États-Unis, au tribunal du Comté de Collin (Texas) un procès pour litige dans le domaine des assurances réuni une trentaine de jurés qui participent depuis leurs domiciles en étant connectés sur 2 salles virtuelles de la plateforme Zoom à cause de la pandémie de covid-19, et est retransmis en direct sur la chaîne YouTube de la juge Emily Miskel (bien que l'enregistrement du livestream soit interdit), il s'agit de la première fois qu'un jury de procès est réuni par visioconférence[9].

### Juin
- 11 juin : la CEDH condamne la France pour violation de l'article 10 de la Convention européenne des droits de l'homme dans le cadre de l'affaire Baldassi et autres c. France[10].
- 23 juin : la chambre basse du Parlement du Gabon votent la dépénalisation de l'homosexualité, ce qui autorise aux personnes homosexuelles de pouvoir l'assumer sans être inquiétées par la loi[11].
- 30 juin : la loi sur la sécurité nationale de Hong Kong a été promulguée par le Comité permanent de l'Assemblée nationale populaire chinoise, au lieu du Conseil législatif de Hong Kong, qui est censé changer la Loi fondamentale de la région administrative spéciale de Hong Kong afin de mettre fin de fait à sa semi-autonomie[12].

### Août
- 27 août : Brenton Tarrant, le terroriste d'extrême-droite qui a commis les Attentats de Christchurch en 2019, est condamné à la prison à perpétuité sans possibilité de libération conditionnelle, devenant la première personne de l'Histoire de la Nouvelle-Zélande à recevoir cette peine[13].

## Événements par nature juridique

### Référendums
- Référendum chilien de 2020
- Référendum de 2020 sur l'indépendance de la Nouvelle-Calédonie
- Référendum constitutionnel guinéen de 2020
- Référendum constitutionnel italien de 2020
- Référendum néo-zélandais de 2020 sur la légalisation de l'euthanasie
- Référendum néo-zélandais de 2020 sur la légalisation du cannabis
- Référendums néo-zélandais de 2020
- Référendum constitutionnel russe de 2020
- Votations fédérales de 2020 en Suisse
- Référendum de 2020 aux îles Malouines
- Référendum constitutionnel libérien de 2020

### Résolutions du Conseil de sécurité des Nations unies
- Liste des résolutions du Conseil de sécurité des Nations unies adoptées en 2020